# Leoni Cuelenaere
Leoni Margaretha Cuelenaere (* 7. Juni 1952 in Aardenburg) ist eine niederländische Diplomatin. Sie war niederländische Botschafterin in Sri Lanka, dem Jemen, Ruanda und Bangladesch.

## Leben
Leoni Cuelenaere hat eine dänische Mutter. Ihr Vater betrieb ein Hotel mit Restaurant in Zeeuws Vlaanderen. 1975 schloss sie in Assen eine Lehrerausbildung ab. Von 1978 bis 1983 besuchte sie die Haagse School voor Taal- en Letterkunde in Den Haag, die spätere De Haages Hogeschool, an der sie einen Master in niederländischer Sprache und Literatur machte.
Sie arbeitete von 1975 bis 1987 als Lehrerin, kündigte jedoch, um von 1987 bis 1991 Rechtswissenschaften an der Universität Leiden zu studieren. Bis 1998 arbeitete sie im niederländischen Ministerie van Landbouw, Natuur en Voedselkwaliteit.
Sie ist gemeinsam mit Angela Kane und Brian Burgoon Vorstandsmitglied der Dialog Advisory Group, einer niederländischen Stiftung, die sich für die Förderung des politischen Dialogs in Krisensituationen einsetzt, um Gewalt zu vermeiden.
Leoni Cuelenaere ist verheiratet und hat drei Kinder.

## Diplomatischer Werdegang
Seit 1998 war sie im niederländischen Außenministerium beschäftigt, zuerst als stellvertretende Leiterin der Rechtsabteilung, dann von 2000 bis 2004 als Abteilungsleiterin und stellvertretende Leiterin der Konsularabteilung. Ihren ersten Auslandseinsatz hatte sie von Juni 2004 bis August 2008 als stellvertretende Missionsleiterin der niederländischen Botschaft in Harare.
Von August 2008 bis Juni 2011 war sie Botschafterin in Colombo, von Juni 2011 bis August 2012 in Sanaa und von August 2012 bis 2015 in Kigali. Ihre Nachfolgerin in Ruanda wurde Frédérique de Man. Von September 2015 bis Juli 2018 war sie als Nachfolgerin von Gerben de Jong die niederländische Botschafterin in Dhaka. Zurück in den Niederlanden war sie bis Oktober 2019 erneut für das Außenministerium tätig. Seitdem arbeitet sie in den Vereinigten Staaten als selbstständige Beraterin.